# محمد وسمي السديران
محمد وسمي ناصر السديران العازمي ، (1913 - 1979) نائب سابق في مجلس الأمة الكويتي.

## مشاركته البرلمانية
شارك في انتخابات مجلس الأمة الكويتي 1963 في الدائرة التاسعة وحصل على المركز الثالث برصيد 603 أصوات وفاز بالانتخابات ، وشارك في انتخابات مجلس الأمة الكويتي 1967 في الدائرة التاسعة وحصل على المركز الثالث برصيد 878 صوت وفاز بالانتخابات ، وشارك في انتخابات مجلس الأمة الكويتي 1971 في الدائرة التاسعة وحصل على المركز الرابع برصيد 921 صوت وفاز بالانتخابات ، وشارك في انتخابات مجلس الأمة الكويتي 1975 في الدائرة التاسعة وحصل على المركز الخامس برصيد 898 صوت وفاز بالانتخابات.